# Масим
Масим (Масим-тау; (баш. Мәсемтау, от личное имя Масим — одного из персонажей башкирских эпосов «Акбузат» и «Бабсак и Кусэк» и тау `гора`) — горный массив Южного Урала в Бурзянском районе Башкортостана. Высота 1040,3 м.
Самый южный тысячник всего Уральского хребта. Высшая точка Бурзянского района. Находится на правобережье Белой к западу от хребта Базал и в 16 км от Каповой пещеры в заказнике Алтын-Солок.
Масим — популярная точка туристических маршрутов. Республиканская программа «Развитие индустрии туризма в Бурзянском районе Республики Башкортостан на 2008—2011 годы» упомянула гору Масим, отмечая, что она «многократно упоминаемая в башкирском эпосе и имеющая значительные ресурсы для развития охотничьего и конного туризма, организации экстремальных туристских путешествий».

## Характеристика
Длина хребта — 28 км, ширина — 3—4 км, высота — 1040 м (г. Масим). Сложение — кварциты, кварцевые песчаники зигальгинской свиты среднего рифея, углистые сланцы юшинской свиты рифея. Дает начало притокам реки Кужа.
Ландшафты — лиственные леса на светло-серых лесных горных почвах и широколиственные остепнённые леса в сочетании с липово-дубово-кленовыми. Находится на территории заказника Алтын Солок.

## Доступность вершин(ы)
Этнограф С. И. Руденко в книге «Башкиры» сообщает, что на вершине горы Масим-Тау ему приходилось видеть «жертвы, принесённые хозяину-духу горы лицами, на неё поднимавшимися; жертвами чаще всего были или медные монеты, оловянные или серебряные украшения женских нагрудников, или, наконец, лоскутки материй, навешанные на деревья или привязанные к палке, воткнутой в расщелину между камнями на самой вершине скалы».
Об выездах башкир на лето на гору Масим писал С. И. Руденко в книге «Башкиры»: 

«Подъезжая к Миндигуловой, мы были очарованы восхитительным горным видом: дорога начала спускаться далеко вниз, и когда мы спустились, перед нашими глазами раскрылась широкая зеленеющая долина, окаймленная двумя грядами гор, а в долине величественно, спокойно, ровной лентой текла красавица Белая, которая, когда мы спустились по дороге, неожиданно очутилась у наших ног. Вдоль одного её берега тянулась богатырская каменная гряда. На другом берегу виднелась деревня безлюдная, молчаливая; башкиры перекочевали из неё на лето в соседние горы и, между прочим, на главную из них — Масим. Единственный русский здесь был волостной писарь, кажется, Остроумов. Случайно гостил у него лесной кондуктор, также русский. Оба сказали нам, что в деревне делать нечего: ни башкир, ни кумыса, ни еды нет, а что надо поехать в кочевки на гору Масим, в 18-ти верстах от Миндегуловой. Мы решили ехать туда»
— 
Гора Масим имеет высоту 1040 м, длину — 1 км. Вершина сглаженная, вытянутая. Восточные склоны крутые, западные — пологие; встречаются скалы-останцы. Вершина облесённая. Сложена кварцитами, кварцевыми песчаниками зигальгинской свиты среднего рифея.

## Легенды, происхождение названия
По преданиям, на горе Масим жил правитель союза 12 башкирских племён (по другим данным — 7 башкирских родов) — Масим-хан.
Подтверждение версии может быть тот факт, что в этих местах есть и другие горы и скалы, названия которых связаны с башкирским фольклором: гора Бабсакбей, гора Карахыйыр, Атайсал и другие.
Название главной вершины Масима названа Кызлар-Таш — «Девичий Камень». Место девичьих праздников и ритуалов. По преданию, название связано с розовым цветом скал.

## Галерея

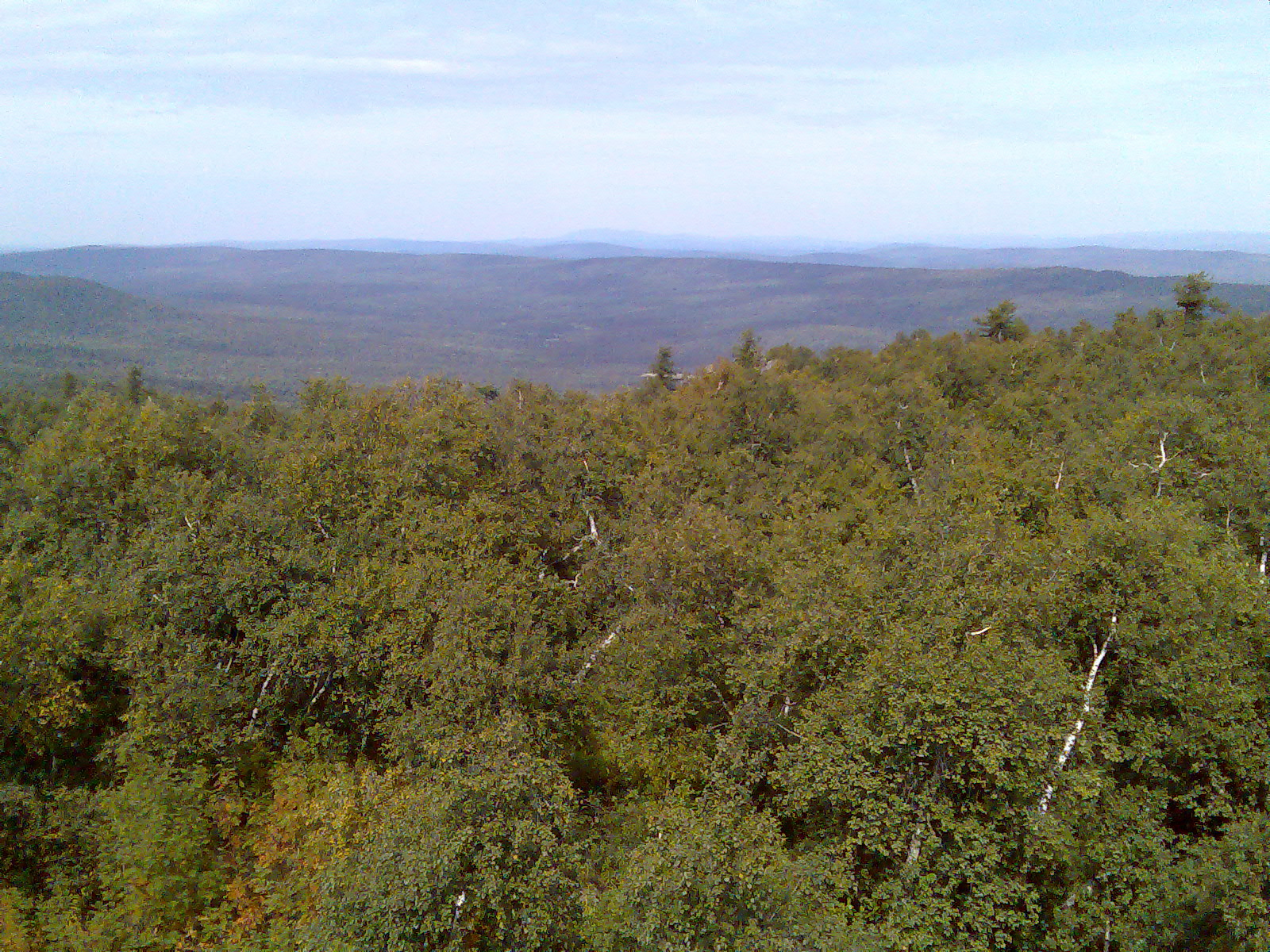
Вид с масимовских скал на север
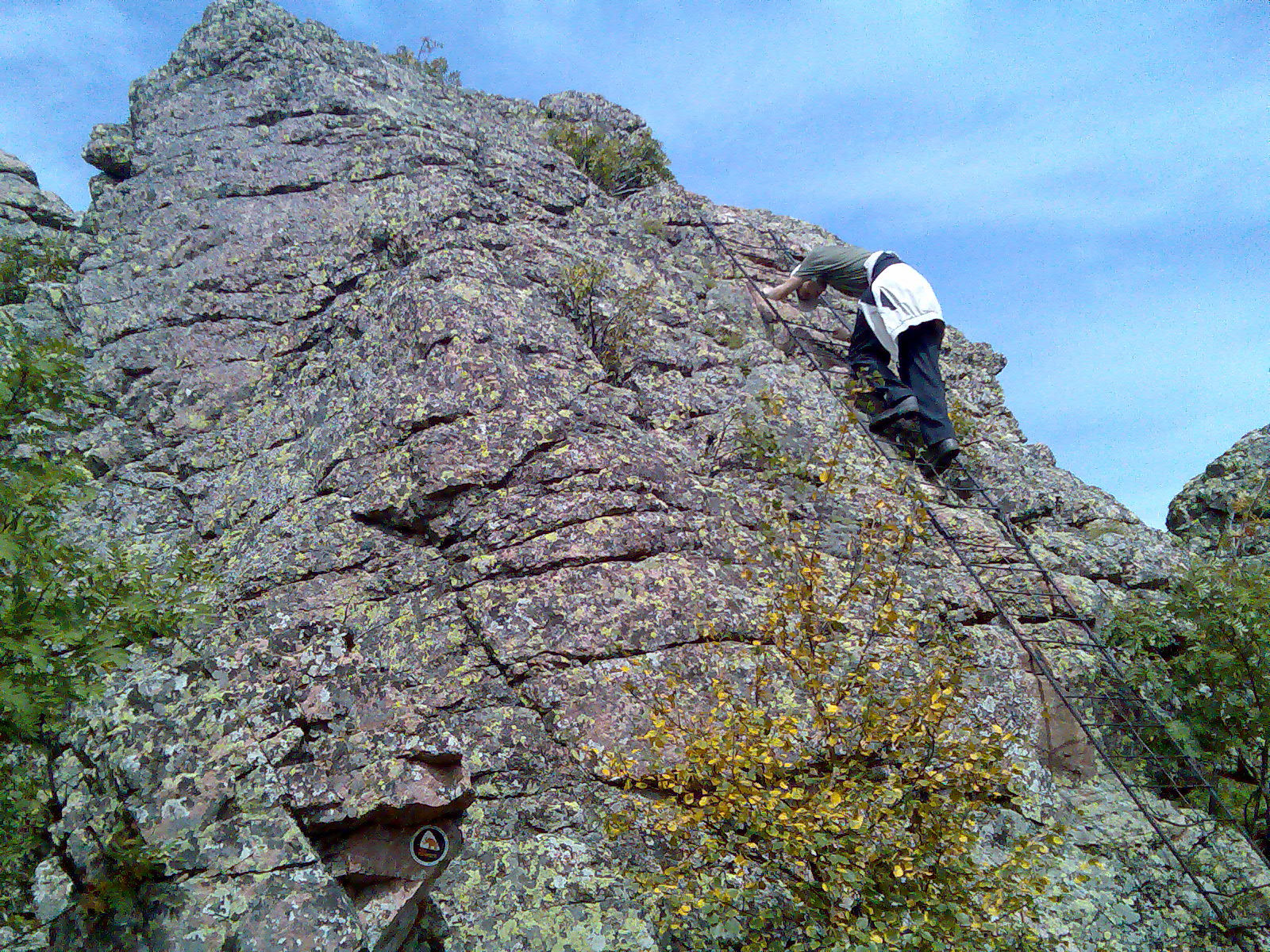
Лестница на вершину Масима
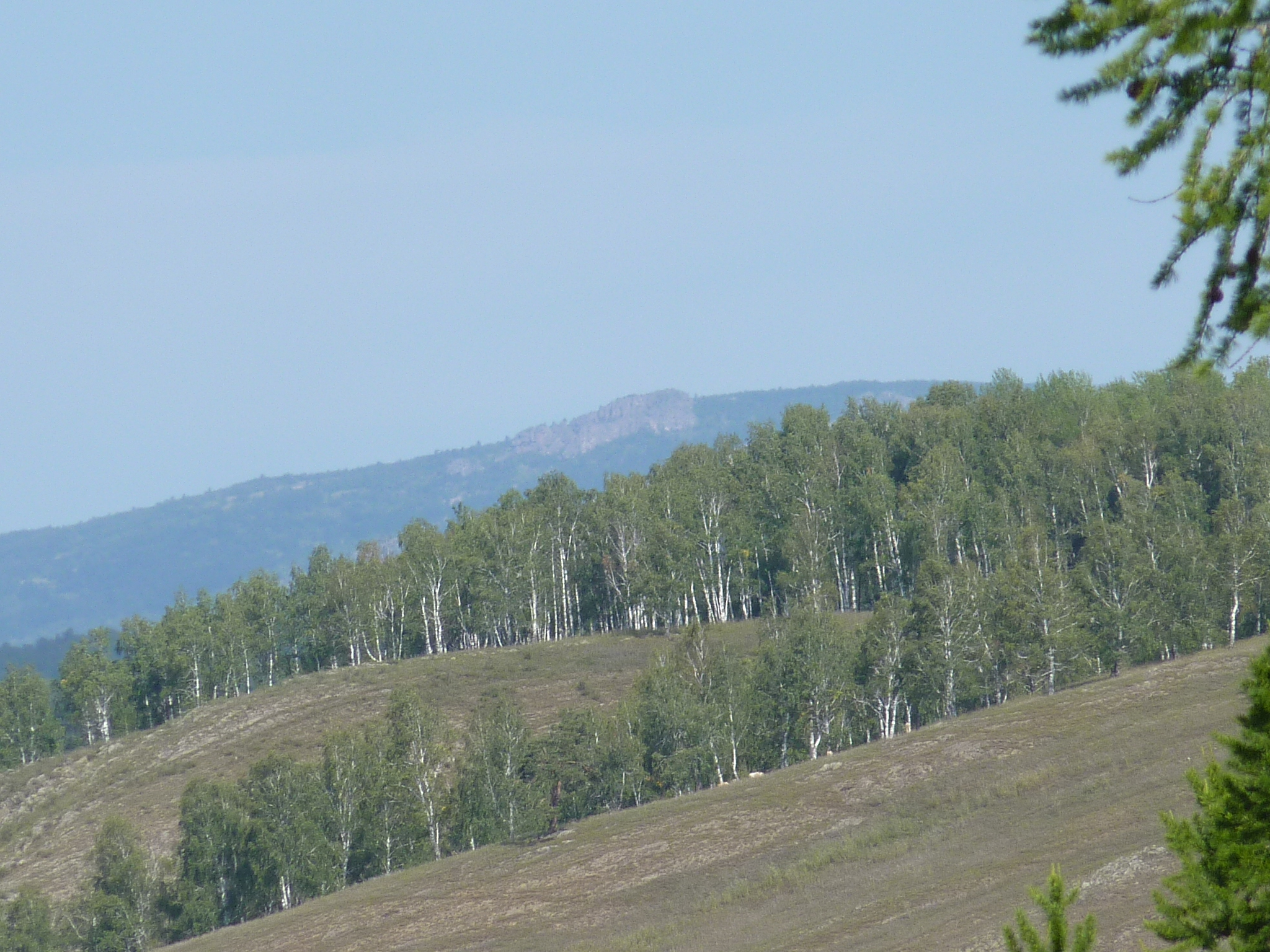
Розовые скалы Масим-тау
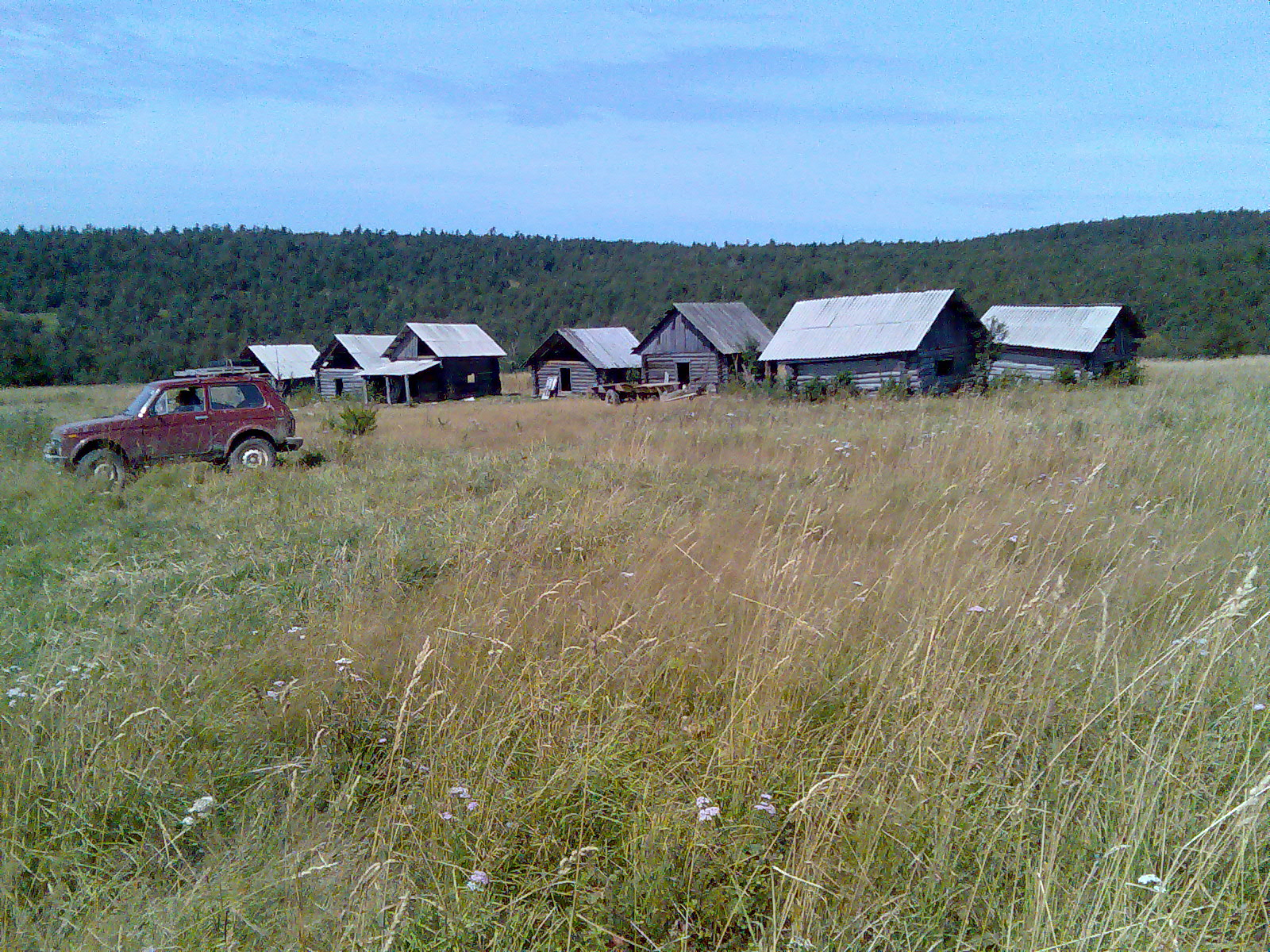
Яйляу (летник) у подножия Масим-тау